# Eutelia chrysotermina
Eutelia chrysotermina là một loài bướm đêm trong họ Noctuidae.